# Adelphenaldis paraclypealis
Adelphenaldis paraclypealis är en stekelart som först beskrevs av Fischer 1967.  Adelphenaldis paraclypealis ingår i släktet Adelphenaldis och familjen bracksteklar. Inga underarter finns listade i Catalogue of Life.